# Cataxia
Cataxia là một chi nhện trong họ Idiopidae.